# Wouter Bax
Wouter Bax (Noordoostpolder, 9 mei 1969) is een Nederlands journalist.
Bax werd geboren in de Noordoostpolder maar groeide op in Holten. Hij volgde een MTS-opleiding werktuigbouwkunde in Almelo. Zijn militaire dienstplicht vervulde hij bij het 13e Pantserinfanteriebataljon van het Garderegiment Fuseliers Prinses Irene op de Westenberg Kazerne in Schalkhaar. Hierna studeerde hij van 1992 tot 1996 journalistiek aan de Hogeschool Utrecht. In 2007 rondde hij aan de Vrije Universiteit Brussel met succes de bachelor-opleiding rechtsgeleerdheid af.
Van mei 1996 tot april 1997 werkte Bax als freelance journalist voor de Belgische kranten Het Volk, Het Laatste Nieuws/De Nieuwe Gazet en de Gazet van Antwerpen. Van 1997 tot 2012 werkte hij bij het dagblad Trouw. Voor Trouw was hij van 2002 tot 2007 werkzaam in Brussel, waarbij hij zich vooral richtte op EU/NAVO-aangelegenheden, de Raad van Europa en het Europees Hof voor de Rechten van de Mens.
Van 1 mei 2012 tot 1 juli 2013 was hij hoofdredacteur van NU.nl. Hij werd opgevolgd door adjunct-hoofdredacteur Gert-Jaap Hoekman.
Met ingang van 1 november 2013 is Bax samen met Tim Overdiek aangesteld bij NOS.nl, om als eindredacteur te werken aan de journalistieke ontwikkeling van de digitale activiteiten van NOS Nieuws.
Bax is nu zaakvoerder van Bureau Good Work. Hij werkte vanuit zijn bedrijf onder meer als Hoofd Media en Concerncommunicatie ad interim van de Gemeente Amsterdam. Sinds januari 2017 werkt hij samen met de Belgische journalist en consultant Guy Delforge onder de vlag 'Bax&Delforge'.